# Marie Antoinette (2006)
Marie Antoinette ist ein US-amerikanischer Film von Sofia Coppola aus dem Jahr 2006. Er bebildert das Leben der österreichischen Erzherzogin und französischen Königin Marie Antoinette und basiert auf der Biografie von Antonia Fraser. Die Uraufführung fand am 24. Mai 2006 im Rahmen des Wettbewerbs bei den Filmfestspielen in Cannes statt. In den deutschen Kinos lief der Film am 2. November 2006 an, einen Tag später fand der österreichische Filmstart statt.

## Handlung
Die erst vierzehnjährige österreichische Erzherzogin Maria Antonia soll den französischen Dauphin (Thronfolger) heiraten. Vor ihrer Abreise an den französischen Hof wird sie von ihrer Mutter, Kaiserin Maria Theresia, über ihre künftige Rolle belehrt. Während ihrer Brautfahrt muss sie beim Betreten französischen Bodens alles Österreichische abgeben – von der Kleidung bis hin zu ihrem Schoßhündchen – und wird vollkommen neu eingekleidet. In Versailles angekommen, heiratet sie den Thronfolger Ludwig, der gerne auf die Jagd geht, seine ehelichen Pflichten hingegen vernachlässigt. Ein Vollzug der Ehe lässt zunächst auf sich warten, Ludwig ist oft müde und scheint desinteressiert an seiner Frau zu sein. Aus Wien wird Marie Antoinette von ihrer Mutter Maria Theresia brieflich mehrmals aufgefordert, endlich schwanger zu werden: Dadurch sollen einerseits die Stellung Marie Antoinettes in der französischen Gesellschaft gefestigt und eine Annullierung der Ehe verhindert, andererseits die durch die Aufteilung Polens gefährdeten Beziehungen zwischen Österreich und Frankreich verbessert werden. Zunächst immer wieder von ihren fruchtlosen Verführungskünsten frustriert, dann schließlich gelangweilt von ihrer Ehe und ermüdet von der strengen Hofetikette, die sie zur passiven Marionette degradiert, schottet sich Marie Antoinette bald vom Rest der Gesellschaft ab und gibt sich ganz dem luxuriösen Nichtstun hin. Obendrein weigert sie sich, mit der Gräfin du Barry, der ordinären, aber offiziellen Mätresse König Ludwigs XV., zu sprechen, was zu einem diplomatischen Konflikt zwischen Frankreich und Österreich zu führen droht. Erst auf die Ermahnungen des österreichischen Gesandten und ihrer Mutter hin richtet sie beiläufig einen belanglosen Satz an die Gräfin, der als gesellschaftliche Anerkennung der Mätresse verstanden werden kann.
Nachdem ihr Bruder Joseph II. in einem persönlichen Gespräch mit Ludwig herausgefunden hat, dass die bisherige eheliche Abstinenz des Dauphins auf pubertärer Schüchternheit und mangelnder sexueller Aufklärung beruht, weiht er ihn endlich in die Vorzüge der körperlichen Liebe ein, sodass Marie-Antoinette doch noch Mutter wird. Sie findet zu einem ruhigeren Leben und sucht Erholung auf ihrem Schloss Petit Trianon, das zu ihrem bevorzugten Aufenthaltsort wird. Im Schlossgarten besitzt sie ein Miniaturdorf, das Hameau, wohin sie sich mit Freunden zurückziehen und die ländliche Idylle genießen kann. Mit dem Tod Ludwigs XV. wird ihr Mann als Ludwig XVI. König von Frankreich und Navarra. Noch zu jung für dieses Amt und von schlechten Ratgebern beeinflusst, lässt er sich darauf ein, die Amerikaner beim Kampf gegen das englische Mutterland finanziell zu unterstützen. Er belastet Frankreich auf diese Weise mit Kosten und Schulden, die nur mühsam durch immer drückendere Steuern gedeckt werden können.
Marie Antoinette ist nun Königin. Auf einem Maskenball begegnet sie dem schwedischen Adeligen und Frauenheld Hans Axel von Fersen und beginnt ein Liebesverhältnis mit ihm. Sie nimmt indessen kaum wahr, dass sie wegen ihres Rückzugs aus der Öffentlichkeit kritisiert wird und ihre Gegner über sie Skandalgeschichten verbreiten. Erst spät bemerkt sie den Widerstand der unteren sozialen Schichten. Die Anfänge der Französischen Revolution machen sich bemerkbar. Man erfährt von der Erstürmung der Bastille. Vor Versailles versammelt sich eine aufgebrachte Menge. Marie Antoinette lehnt es jedoch ab zu fliehen und bleibt bei ihrem Mann. Schließlich müssen die beiden im Morgengrauen mit der Kutsche das Schloss verlassen. Marie Antoinette blickt durch die Fenster der Kutsche in den Park, ihr scheint bewusst, dass dies ein Abschied für immer ist. Das Schlussbild des Films zeigt das vom aufgebrachten Volk verwüstete Schlafzimmer der Königin.

## Besetzung und Synchronisation
| Rolle                 | Schauspieler           | Deutscher Sprecher       |
| Marie Antoinette      | Kirsten Dunst          | Marie Bierstedt          |
| Ludwig XVI.           | Jason Schwartzman      | Norman Matt              |
| Comtesse de Noailles  | Judy Davis             | Liane Rudolph            |
| Ludwig XV.            | Rip Torn               | Hartmut Neugebauer       |
| Herzogin von Polignac | Rose Byrne             | Maria Koschny            |
| Madame du Barry       | Asia Argento           | Claudia Urbschat-Mingues |
| Tante Victoire        | Molly Shannon          | Christin Marquitan       |
| Tante Sophie          | Shirley Henderson      | Dorette Hugo             |
| Kaiser Joseph         | Danny Huston           | Leon Boden               |
| Maria Theresia        | Marianne Faithfull     | Regine Albrecht          |
| Graf von Fersen       | Jamie Dornan           | Alexander Doering        |
| Herzogin von Chartres | Aurore Clément         | N.N.                     |
| Comte Vergennes       | Guillaume Gallienne    | N.N.                     |
| Comte de d’Artois     | Al Weaver              | Nico Mamone              |
| Comte de Provence     | Sebastian Armesto      | Robin Kahnmeyer          |
| Comtesse de Provence  | Clémentine Poidatz     | Susanne Geier            |
| Comtesse de la Londe  | Aleksia Landeau        | Silke Matthias           |
| Duc Choiseul          | Jean-Christophe Bouvet | Thomas Hailer            |
| Duc Fortune           | Paul Fortune           | Erich Räuker             |
| Princesse Lamballe    | Mary Nighy             | Julia Kaufmann           |
| Raumont               | Tom Hardy              | Marcel Collé             |
| Botschafter Mercy     | Steve Coogan           | Marcus Off               |
| Gärtner               | Carlo Brandt           | Helmut Gauß              |

## Entstehungsgeschichte
Marie Antoinette wurde an Schauplätzen in Frankreich gedreht. Zu den Drehorten gehörten das Schloss Vaux-le-Vicomte, das Schloss Versailles und die Domäne der Marie-Antoinette bei dem erst kürzlich wiedereröffneten Petit Trianon. Zusätzlich fungierte das Hôtel de Soubise, aber auch das Palais Garnier, die Pariser Oper, die rund 100 Jahre nach Marie Antoinettes Zeit erbaut wurde, als Drehort.
Die Rolle Ludwigs XV. war von Coppola angeblich Alain Delon angeboten worden; dieser habe sie jedoch barsch mit dem Argument abgelehnt, eine amerikanische Regisseurin könne keinen Film über die französische Geschichte machen. Die Rolle wurde stattdessen von Rip Torn übernommen.
Die Marie-Antoinette-Biografie des österreichischen Schriftstellers Stefan Zweig wurde von Coppola gelesen, doch nicht als Basis für den Film herangezogen. Coppola begründete dies damit, dass Zweigs Buch zu streng mit Marie Antoinette umgehe. Lieber stütze sie sich auf Fraser, die ein Mädchen zeige, das sich zur falschen Zeit am falschen Ort befinde, obwohl Marie Antoinette selbst von wohlgesinnten Zeitgenossen bisweilen als Intrigantin beschrieben wurde, eine eigene Politik betrieben habe und etwa am Sturz des vielversprechenden Finanzministers Turgot beteiligt war, was ihre Person im Film selbstverständlich in einem völlig anderen Licht hätte erscheinen lassen.
Das Szenenbild gestaltete K. K. Barrett im Rokoko-Stil, der bereits bei Being John Malkovich und bei Coppolas vorherigem Film Lost in Translation als Szenenbildner fungierte. Die Schuhe wurden vom Designer Manolo Blahnik entworfen. Coppola sagte, sie wolle keinen historischen Film im strengen Sinne machen. So sind im Film beispielsweise eine Tüte Chips und Chucks (53:35 min) zu sehen.

## Rezeption

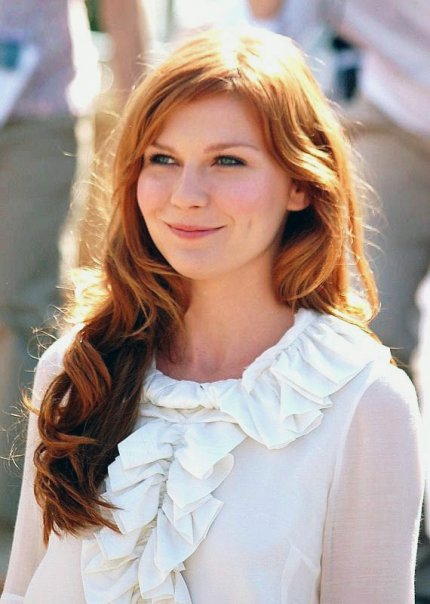
Kirsten Dunst bei der Vorstellung des Films in Cannes

Marie Antoinette wurde am 24. Mai 2006 beim Filmfestival in Cannes uraufgeführt, wo er im Wettbewerb lief. Bei der zuvor veranstalteten Pressevorführung am selben Tag traf der Film auf verhaltene Reaktionen, es gab zahlreiche Buhrufe. Erste Pressestimmen sahen ein aufwendiges Kostümdrama, in dem Marie Antoinette wie ein ewig lächelndes Partygirl agiert. Stilmäßig sah man eine Nähe zu Videoclips, wozu auch die Musik beitrug, die zu einem geringen Teil historisch war (Jean-Philippe Rameau, gespielt auf Originalinstrumenten von Les Arts Florissants unter William Christie), hauptsächlich jedoch modern (unter anderem von Air, New Order). Regisseurin Coppola reagierte bei der nachfolgenden Pressekonferenz kurz angebunden, enttäuscht und beleidigt. Die mitwirkenden Schauspieler Kirsten Dunst und Steve Coogan lobten den Film. Ebenfalls bei der Pressekonferenz anwesend waren Jason Schwartzman, Aurore Clément, Marianne Faithfull, der Produzent Ross Katz und die Kostümdesignerin Milena Canonero. Canonero sagte, Coppola habe nicht die aus Filmen oder Gemälden bekannte Rokoko-Welt erstehen lassen wollen, sondern eine moderne Sicht – in Übereinstimmung mit dem Soundtrack – liefern wollen.

## Kritiken
„Marie Antoinette, wie Sofia Coppola sie zeigt, ist eine Pop-Königin: vergnügungssüchtig, verschwenderisch, schön; auf den ersten Blick eine fröhliche junge Frau, die eine gewisse Ähnlichkeit hat mit der Freundin von ‚Spider-Man‘. […] Eine Weile guckt man dem hochadeligen Triebleben (nicht zu verwechseln mit Marie Antoinettes Eheleben) ganz gern zu. […] Doch früher oder später (der Film dauert knapp über zwei Stunden) hat man sich satt gesehen an all dem hübsch abgefilmten Prunk und dem eitlen Getue bei Hofe – und wartet nur noch auf die Revolution, dramaturgisch und auch sonst.“

„‚Marie Antoinette‘ ist hinreißendes Kino, elegisch und einfühlsam, kraftvoll und schön. Alle Stimmen, die es ein simples Pop-Unternehmen nennen, übersehen, dass dieser Film durch seine Regieentscheidungen gerade das Seil zwischen damals und heute spannt, zwischen Versailles und Los Angeles und zwischen Politik und Kunst. Konsequent versagt sich Sophia Coppola umfassenden Handlungssträngen und konventionellen Spannungskurven und formuliert damit umso treffender ein Requiem für eine Person mit fremdbestimmter Jugend.“

„Das Ancien Régime liefert Coppola das Modell für eine schön anzuschauende, darum aber nicht unbedingt triviale Betrachtung über eine moderne Upper Class, die sich vom Rest der Gesellschaft verabschiedet hat. […] Marie Antoinette [hat] nichts von dem typischen künstlichen Gilb des Historienkinos. Sie werden hier keine fauligen Zähne sehen und keine felliniesken Nebenfiguren, es wird nicht gefurzt und nicht gerülpst, die Perücken sitzen wie eine Eins, und das Parkett im Schloß von Versailles ist so blank, daß man davon essen könnte. […] Die Königin und ihre Girls-Gang machen sich hervorragend als Stellvertreterinnen jener Szene junger Erbinnen, Gattinnen, Ex-Gattinnen und It-Bag-Trägerinnen, zu der – natürlich, wie auch schon geschrieben wurde – Paris Hilton und Ivanka Trump, Nicole Richie oder Jemima Khan, am Ende aber auch Kirsten Dunst und Sofia Coppola gehören.“

„Für die weltabgewandte Dekadenz von Versailles findet Coppola keine Vision, weil sie an allzu alltäglichen Luxus- und Markenkategorien kleben bleibt. Und während der Konsumrausch der jungen Königin zunächst mit großem Schwung in die Palastgemächer einzieht, beschleicht uns eine Ahnung, dass der Wahnwitz von Versailles mehr gewesen sein muss als Schnittfolgen aus schrillen Pumps und einem Paar Turnschuhe. Mehr als Tortenwerk und Petits Fours.“

„Diese Marie Antoinette hat viele Facetten, und Coppola macht sie auch nicht gewaltsam zu einer Frau von heute, aber sie zeigt sie mit einer ausbalancierten Tonlage von Humor und Anteilnahme in ihrer zeitlosen Menschlichkeit. Das sollte erlaubt sein, auf die Gefahr hin, dass man so den Eindruck bekommt, dass es ein großes Unrecht war, diese Frau aufs Schafott zu schicken.“

„Da dieser Coppola-Film recht zäh erzählt ist und mit Redundanzen nicht geizt, wartet man mit wachsender Ungeduld auf den Anbruch des Jahres 1789 (oder auf 1793, dessen Ereignisse als bekannt vorausgesetzt werden) […] Es ist nicht zu leugnen, daß dieses seltsame Projekt auch einige unterhaltsame Aspekte zu bieten hat, etwa auf Ebene der Besetzung (Marianne Faithful, Steve Coogan), aber alle diese Qualitäten tragen nicht gerade zu einer gut durchkalkulierten Repräsentation des Geschichtlichen bei oder auch nur zu einem neuartigen Umgang mit dessen ästhetischem Material. […] Coppola, die allgemein als große Sensualistin gilt (hier an von Atem beschlagenen Fensterscheiben und königlichen Fingern zu erkennen, die zarte Gesten in den Wind oder ins Wasser malen), hat sich vor allem eine Variation auf das Thema »armes reiches Mädchen« erarbeitet, die das Gegenstück zu gewissen Jungsphantasien ist, jedenfalls auch nicht weniger angeberisch und eitel. […] Einen alberneren Film habe ich lange nicht gesehen.“

„Wie unverständlich [… die zeitgenössischen Vorwürfe gegen die Königin] heute wirken, verdeutlicht Sofia Coppolas Film Marie Antoinette, der sich für die Protagonistin ganz neue Schandtaten ausdenken muss, weil die hofpolitischen Fehler der Königin den Drehbuchautoren offensichtlich zu kompliziert erschienen, ihre "Fehltritte" aber erst recht zu winzig waren. Dass der Film ihr dann stattdessen mit großem Vergnügen drei neue Laster andichtet, ist schon in Ordnung, da diese drei Vergehen (nämlich zu viel Alkohol und zu viele Süßigkeiten […] sowie ständiger Kauf neuer Schuhe […]) zwar in der zeitgenössischen Kritik aus gutem Grund nie eine Rolle spielten, dafür aber unter heutigen amerikanischen Highschool-Mädchen bekanntlich zu den Todsünden zählen.“

## Auszeichnungen
Bei den Filmfestspielen von Cannes 2006 lief Marie Antoinette im Wettbewerb, konnte jedoch keinen Preis erringen. Von einer von Frédéric Mitterrand geleiteten Jury aus sechs Lehrern, zwei Kinoexperten und zwei Filmstudenten wurde Marie Antoinette mit dem Nationalen Bildungspreis ausgezeichnet.
Bei der Oscarverleihung 2007 erhielt Milena Canonero für ihre Arbeit an Marie Antoinette den Oscar für das beste Kostümdesign.
Bei den Gotham Awards 2006 war Marie Antoinette als Bester Film nominiert, konnte sich aber nicht gegen Ryan Flecks Half Nelson durchsetzen.

## Buchvorlage zum Film
- Antonia Fraser: Marie Antoinette. DVA Sachbuch, München 2006, ISBN 3-421-04267-5.